# Bureau postal militaire
 (mai 2016).
Si vous disposez d'ouvrages ou d'articles de référence ou si vous connaissez des sites web de qualité traitant du thème abordé ici, merci de compléter l'article en donnant les références utiles à sa vérifiabilité et en les liant à la section « Notes et références ».
Pour les articles homonymes, voir BPM.
Les bureaux postaux militaires (BPM) faisaient notamment partie en Allemagne de la poste aux armées des forces françaises stationnées dans ce pays.

## Utilité
Ils permettaient l’envoi et la distribution de courriers aux militaires à l’étranger. Dans un souci de confidentialité, l’adresse postale d’un militaire en mission ne doit pas intégrer le nom du pays où il est en poste mais à quel secteur postal (SP) il est rattaché. Par exemple : Caporal-chef X SP 69411, l’ensemble des secteurs postaux des militaires en poste en Allemagne commençant par SP 69….
En 1972, la poste utilise les codes postaux pour la distribution du courrier en France. En 1989, des codes postaux réservés aux troupes sont mis en place, commençant de type 00… ARMEES (de 00200 à 00899). Dans l’exemple précédent,  l’adresse devenait : Caporal-chef X SP 69411 00595 ARMEES.
Ce courrier ne pouvait être traité par la Bundespost qui n’était pas en mesure de traiter la distribution. Une organisation propre à l’armée traitait cette activité par le biais des bureaux postaux militaires.

## Organisation et activités
Les troupes en poste en Allemagne, près de 50 000 militaires, constituaient une population plus importante du fait des familles résidant également en Allemagne pouvant être estimées  entre 80 000 et 100 000 personnes. Outre la partie courrier standard, les bureaux postaux militaires traitaient les dépêches et les recommandés comme la partie financière (CCP et comptes d’épargne). Certains bureaux importants ont pu être des points philatéliques (vente de timbres de collection).
L’ensemble des courriers à destination des militaires français était isolé du courrier collecté par la Poste et traité par le centre de Tri armées installé à Paris, caserne de Reuilly. Ce centre adressait le courrier à des éléments intermédiaires, les bureaux frontières (BF) :
- bureau frontière H[3] (Offenbourg) desservait les zones du centre et du sud où étaient cantonnés les FFA. Les dépôts et retraits étaient effectués en gare de Strasbourg. Transfert à Bühl en 1992 où il est devenu Centre de tri militaire (CTM) en 1994.
- bureau frontière P[3] (Kaiserslautern) desservait la zone Nord avec des échanges effectués en gare de Forbach. À partir de 1982, il fut transféré à Trèves, les dépôts et retraits étaient effectués en gare de Nancy.

Les bureaux frontières acheminaient le courrier dans les bureaux postaux militaires qui étaient chargés de les distribuer. Pour l’acheminement à Berlin, le train militaire français (TMFB) Strasbourg-Kehl-Berlin opérait trois aller-retours par semaine, comme les transferts par avion entre Roissy et Berlin.
Les bureaux postaux militaires pouvaient être des bureaux de plein exercice avec une ouverture permanente pour les sites avec un contingent militaire important. Ils sont codifiés par leur sigle, BPM, suivi d'un nombre à 3 chiffres attribué par la Poste aux Armées : par exemple BPM510 pour celui d’Offenbourg.
Des bureaux secondaires sont désignés « guichet(s) annexe(s) » (G.A.), et s'en trouvent codifiés BPM...GAn : par exemple, le BPM510GA1 d'Achern était le 1er guichet annexe du BPM n°510 d’Offenbourg. Ces bureaux pouvaient avoir une activité plus limitée en horaires d'ouverture. Ils pouvaient traiter leur activité dans un bureau fixe comme mobile.
En 1977, une réorganisation conduit au remplacement des « guichets annexes » en « bureaux annexes » (B), avec une codification de type "BPM...", le tout en majuscules : le BPM510GA1 d’Achern est ainsi devenu BPM510B le 1er septembre 1977, date de la mise en place de cette nouvelle codification pour l'ensemble des guichets annexes. Un guichet ou bureau annexe a pu devenir un bureau de plein exercice avec un numéro de BPM attribué.
Une nouvelle modification, faisant suite à la création du service de la poste interarmées en avril 2002, intervient au 02/01/2003 avec le remplacement des bureaux postaux militaires (BPM) en bureaux postaux interarmées (BPI). Le BPM519 de Donaueschingen est par exemple devenu le BPI519.
Ces différentes codifications se retrouvent sur les cachets et marques oblitérant le courrier ou documents administratifs. Ces bureaux étaient tenus par des fonctionnaires civils de la Poste, détachés sur des emplois militaires et dotés d'un grade d'assimilation. L'organisation de ces bureaux respectait celle des bureaux de poste civils, en suivant les mêmes fonctions (receveur, guichetier, facteur, etc.). Dans chaque garnison, le bâtiment du Bureau postal militaire, situé en dehors de l'enceinte de la caserne, était ordinairement désigné, dans la vie courante, par le sigle B.P.M.
Depuis fin 2012, l'acheminement du courrier et des colis destinés aux militaires déployés à l'étranger est désormais externalisé (attribution d'un marché public) sous l'appellation "service postal à l'international pour la défense" (SPID). 
La poste interarmées, devenue une coquille vide, a finalement été supprimée par décret no 2020-1771 du 30 décembre 2020 relatif aux services de soutien et aux services.